# Blondelsage

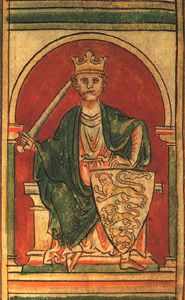
Richard Löwenherz
(aus einer Handschrift des 12. Jahrhunderts)

Die Blondelsage ist eine mittelalterliche Sage, die von der Suche des Troubadours Blondel nach seinem gefangenen Herrn und Freund, dem englischen König Richard Löwenherz, und von dessen Befreiung erzählt.

## Historischer Hintergrund
König Richard Löwenherz soll 1191 während des Dritten Kreuzzugs bei der Eroberung von Akkon im Norden des heutigen Staates Israel zugelassen haben, dass die Fahne eines Bundesgenossen, des österreichischen Herzogs Leopold V., entehrt wurde. Daraufhin wurde er, als er sich auf der Rückreise nach England befand, am 21. Dezember 1192 bei Wien durch Truppen Leopolds gefangen genommen und für die Dauer des Winters auf der niederösterreichischen Burg Dürnstein inhaftiert. Zum Hoftag ab dem 28. März 1193 in Speyer wurde er an Heinrich VI., den Kaiser des Heiligen Römischen Reiches, ausgeliefert, der über ihn zu Gericht saß. Mindestens vom 31. März bis zum 19. April 1193, möglicherweise auch bis zum 4. Februar 1194, wurde Richard dann auf der nahen Reichsburg Trifels festgehalten, die bei Annweiler im südlichen Pfälzerwald, dem deutschen Teil des Wasgaus, liegt. Schließlich kam Richard gegen ein hohes Lösegeld frei.
Im Artikel über Richard Löwenherz sind Einzelheiten zu den tatsächlichen Ereignissen beschrieben.

## Sage

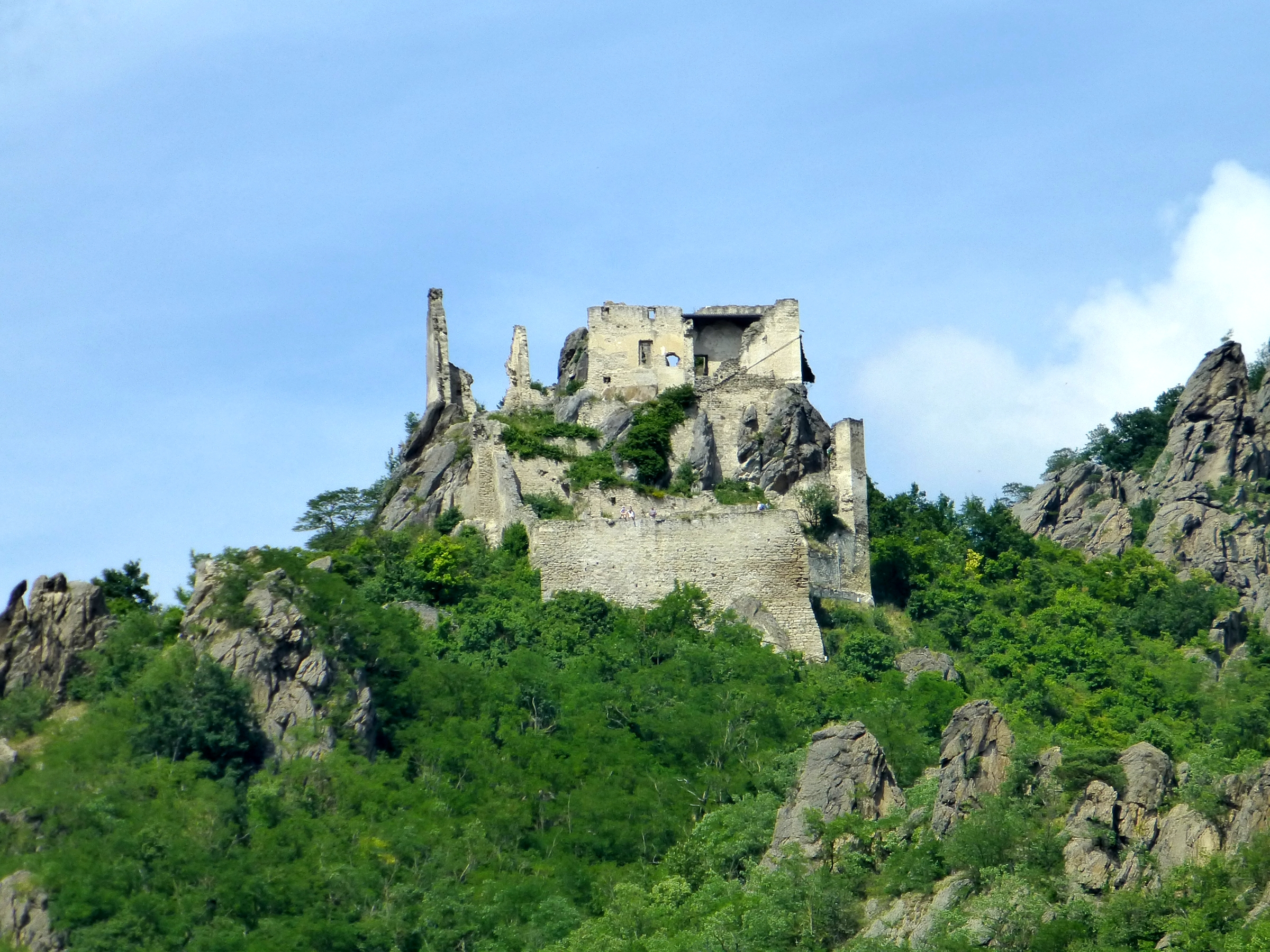
Burg Dürnstein in Niederösterreich

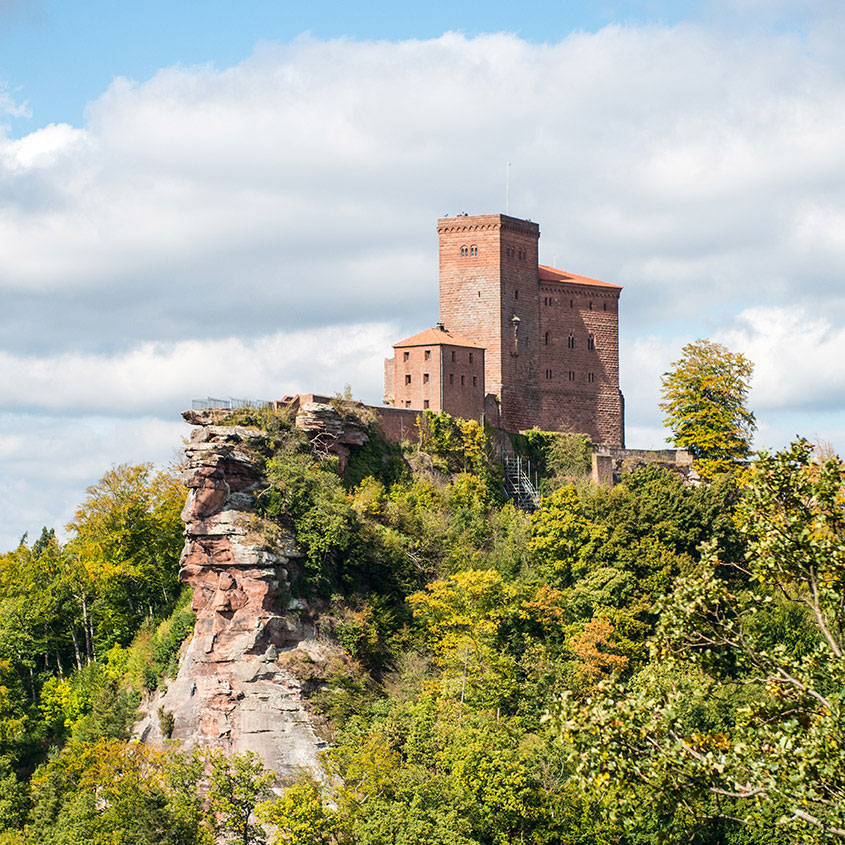
Reichsburg Trifels im Pfälzerwald

In ihrer frühesten Form wurde die Sage um 1260 in den sogenannten Récits d’un Ménestrel de Reims, einer sagenhaften Kreuzzugschronik, erzählt. Die mithin erst im 13. Jahrhundert entstandene Blondelsage wurde im Laufe der Zeit ausgeschmückt und entfernte sich dabei immer mehr vom tatsächlichen Geschehen, nämlich der Freilassung Richards nach diplomatischen Verhandlungen und Zahlung eines Lösegelds. Unhistorisch ist vor allem die Episode einer kämpferischen Befreiung durch Blondel, unterstützt von einer Schar Gesinnungsgenossen, wie sie bezüglich des Trifels in Umlauf kam; zeitgenössische Chronisten berichten nichts davon. In Österreich, wo die Sage in ähnlicher Form hinsichtlich der Burg Dürnstein existiert, auf welcher Richard vor seiner Gefangenschaft auf dem Trifels festgehalten wurde, ist von einer gewaltsamen Befreiung nicht die Rede.
Übereinstimmend wird in den verschiedenen Versionen der Sage berichtet, der Sänger Blondel sei auf der Suche nach Löwenherz im Heiligen Römischen Reich von Burg zu Burg gezogen und habe zur Nachtzeit vor jeder Burg sein Lied gesungen. Auf Burg Dürnstein oder auf dem Trifels habe ihm Löwenherz aus dem Kerker singend geantwortet, so dass Blondel nun den Ort der Gefangenschaft des Königs kannte. Daraufhin habe der Sänger die Befreiung des Königs veranlasst.
Der Wiener Dramatiker Johann Gabriel Seidl behandelte den Stoff in einer Ballade:
| Blondels Lied Spähend nach dem Eisengitter Bei des Mondes hellem Schein, Steht ein Minst’rel mit der Zither Vor dem Schlosse Dürrenstein, Stimmt sein Spiel zu sanfter Weise Und beginnt sein Lied dazu, Denn ein Ahnen sagt ihm leise: Suche treu, so findest du! In den folgenden Strophen zitiert Seidl Blondels Lied. Dann heißt es: Horch, da tönt es leise, leise Aus dem Burgverlies empor, Eine wohlbekannte Weise Klingt an Blondels lauschend Ohr. Wie ein Freundesruf, ein trauter, Schallt sein eigen Lied ihm zu, Und sein Ahnen sagt ihm lauter: Suche treu, so findest du! Zuletzt eilt Blondel mit der Kunde über Löwenherz’ Versteck zurück nach England und erreicht, dass der König freigekauft wird: Rings umstaunt vom frohen Kreise, Stürzt der Held dem Sänger zu; Gut bewährt hat sich die Weise: Suche treu, so findest du! |

Der pfälzische Lokalhistoriker Friedrich Wilhelm Hebel beschrieb die Begebenheit in seinen literarischen Sagenbearbeitungen 1912, in einer Zeit des Historizismus, folgendermaßen:
| Richard Löwenherz auf Trifels König Richard Löwenherz von England hatte auf einem Kreuzzuge auf den Wällen von Ptolemais die Fahne Leopolds von Österreich beschimpft und wurde von diesem bei seiner Rückreise gefangengenommen und nach Dürrenstein an der Donau gebracht. Doch Heinrich VI. meinte, nur ein Kaiser dürfe einen König gefangenhalten, und brachte den Löwenherz auf den Trifels, wo er zehn Monate lang der Freiheit beraubt war. Niemand wusste den Aufenthalt des löwenmutigen Helden. Sein treuer Sänger Blondel zog singend von Schloss zu Schloss, den guten König zu suchen. Einst kam er vor die Burg Trifels und ließ sein Lied erklingen, das nur ihm und dem König bekannt war. Als die erste Strophe geendet hatte, scholl die zweite als Antwort aus dem Turme. "O Richard, o mein König!", rief Blondel dem Einsamen zu. Er eilte rasch zu Tale und rückte bald mit fünfzig Mannen zum Trifels und stürmte ihn trotz heftiger Gegenwehr. Und wieder klang das Lied der Freunde durch die weiten Hallen und soll auch heute noch in einsamen Stunden dort gehört werden. |

## Deutungen
Es waren hauptsächlich englische Chronisten, die berichteten, dass Richard im dunklen Kerker schmachten musste. Andere Chronisten berichten dagegen von einer ehrenvollen Behandlung.
Die Beschreibung der strengen Haftbedingungen ist sehr übertrieben; denn König Richard war zu wertvoll, als dass der deutsche Kaiser ihn hätte schlecht behandeln können. Für Heinrich VI. war der gefangene Richard nicht nur eine Geldquelle, sondern auch ein Faustpfand gegen die welfische Fürstenopposition unter Führung Heinrichs des Löwen, des Schwagers von Richard Löwenherz. Dieser hatte Heinrich den Löwen bereits früher immer wieder aktiv gegen Heinrich VI. unterstützt. Um nicht an den ihm feindlich gesinnten König Philipp II. von Frankreich ausgeliefert zu werden, betätigte sich Richard sogar als Diplomat und arbeitete an der Aussöhnung zwischen Heinrich VI. und den aufständischen Fürsten.
Aus Richards Briefen und aus Berichten neutraler Zeitzeugen stellte der Historiker Theodor Toeche (1837–1919) im Jahre 1867 folgendes Bild zusammen:

„Er durfte sich, von deutschen Rittern gefolgt, frei bewegen. Der Verkehr mit seinen Freunden und Landsleuten, die von England herüberkamen, ihm zu huldigen oder zu raten, wurde nicht gehindert. Nur des Nachts musste er allein sein. Der Frohsinn verließ den König auch hier nicht; wer ihn sah, fand ihn launig und heiter. Die größte Belustigung gewährte ihm, mit den Wächtern sein Spiel zu treiben, sie im Ringkampf mit meisterlicher Gewandtheit zu bewältigen oder im Zechgelage sie sämtlich trunken zu machen und allein obenauf zu bleiben.“

## Musik
Die Sage über den Troubadour Blondel wurde im 18. Jahrhundert wiederentdeckt und später in verschiedenen Musikdisziplinen thematisiert:
- Populär wurde die Blondelsage zunächst durch die Oper Richard Cœur-de-Lion von André-Ernest-Modeste Grétry (1784).
- Robert Schumann vertonte die Ballade von Johann Gabriel Seidl im Oktober 1840 als Lied für eine Singstimme und Klavier.[4] Das Lied erschien zuerst 1842 in einem Supplement zum Almanach Orpheus, dann 1845 als op. 53,1 in der Sammlung Romanzen und Balladen Heft III.
- Das 1983 uraufgeführte Musical Blondel von Tim Rice (Buch, Texte) und Stephen Oliver (Musik) basiert sehr frei auf der Sage. Nach dem Script des Musicals dienen Blondels Bemühungen, König Richard Löwenherz zu retten, in Wahrheit dem Ziel, Ruhm als Popstar zu erlangen.
- Der pfälzische Liedermacher Ferdinand Ledwig, der in mittelalterlicher Kostümierung unter dem Namen Ferdinand der Sänger auftritt, besingt die Blondelsage in seiner CD Hans Spielmann spiele auf; er hält sich dabei recht eng an die literarischen Vorgaben.